# Bahnstrecke Berlin–Blankenheim
| Die Elbebrücke bei Barby ist der größte Kunstbau an der Strecke. | |                                           |                                           |
| Streckenverlauf | |                                           |                                           |
| Streckennummer (DB): | 6118 6024 (S-Bahn B-Charlottenb – Wannsee) |                                           |                                           |
| Kursbuchstrecke (DB): | 200.7, 207, ehem. 258, 335 |                                           |                                           |
| Kursbuchstrecke: | 94 (S-Bahn B-Charl – Wannsee 1934) 95b (S-Bahn B-Charl – B-Grunew 1934) 158 (B-Charl – Wiesenb (M) 1934) 99b (B-Charlottenburg – Bork 1934) 156d (Wiesenburg (M) – Güsten 1934) 159 (Güsten – Blankenh (Kr S) 1934) 101 (S-Bahn B-Charl – B-Wannsee 1946) 207 (B-Charlottenb – Potsdam 1946) 102a (B-Wannsee – Borkheide 1946) |                                           |                                           |
| Streckenlänge: | 188,1 km |                                           |                                           |
| Spurweite: | 1435 mm (Normalspur) |                                           |                                           |
| Streckenklasse: | D4 |                                           |                                           |
| Stromsystem: | S-Bahn: 750 V = |                                           |                                           |
| Stromsystem: | Berlin–Wiesenburg: 15 kV, 16,7 Hz ~ |                                           |                                           |
| Streckengeschwindigkeit: | Fernbahn: 160 km/h |                                           |                                           |
| Zugbeeinflussung: | Fernbahn: PZB S-Bahn: ZBS |                                           |                                           |
| Zweigleisigkeit: | Berlin–Wiesenburg (Mark) Abzw. Giersleben–Sandersleben |                                           |                                           |
| | |                                           |                                           |
| \| \| \| Berliner Stadtbahn \| \| \| \| 11,2 00,0 \| Berlin-Charlottenburg \| Berlin-Charlottenburg \| \| \| \| nach Westend (bis 1944), nach Halensee \| \| \| \| 12,6 00,0 \| Berlin Westkreuz Ringbahn \| Berlin Westkreuz Ringbahn \| \| \| \| Gütergleise der Ringbahn \| \| \| \| \| Bundesautobahn 100 \| \| \| \| \| nach Spandau \| \| \| \| \| nach Berlin-Spandau \| \| \| \| 14,6 00,0 \| Berlin-Grunewald \| Berlin-Grunewald \| \| \| 4,0 \| Abzw Berlin-Grunewald Gds \| Abzw Berlin-Grunewald Gds \| \| \| 22,5 00,0 \| Berlin-Nikolassee (Stadtbahn) \| Berlin-Nikolassee (Stadtbahn) \| \| \| \| von Zehlendorf \| \| \| \| \| Gütergleis der Wannseebahn \| \| \| \| \| Bundesautobahn 115 \| \| \| \| 24,1 12,7 \| Berlin-Wannsee \| Berlin-Wannsee \| \| \| \| Bundesstraße 1 \| \| \| \| \| nach Stahnsdorf (bis 1961) \| \| \| \| \| Teltowkanal \| \| \| \| \| Landesgrenze Berlin / Brandenburg \| \| \| \| 16,5 \| Griebnitzsee Ost nach Potsdam \| Griebnitzsee Ost nach Potsdam \| \| \| \| Bahnstrecke Berlin–Magdeburg \| \| \| \| \| zweimaliges Kreuzen der Landesgrenze \| \| \| \| 18,7 \| Potsdam Medienstadt Babelsberg \| Potsdam Medienstadt Babelsberg \| \| \| \| Nuthe \| \| \| \| 21,7 \| Potsdam-Rehbrücke \| Potsdam-Rehbrücke \| \| \| 24,3 \| Bergholz (b Potsdam) (bis 1998) Außenring \| Bergholz (b Potsdam) (bis 1998) Außenring \| \| \| 25,1 \| Abzw Wilhelmshorst vom Außenring \| Abzw Wilhelmshorst vom Außenring \| \| \| 25,5 \| Wilhelmshorst \| Wilhelmshorst \| \| \| \| Bundesstraße 2 \| \| \| \| \| von Saarmund \| \| \| \| 28,5 \| Michendorf \| Michendorf \| \| \| \| Bundesautobahn 10 \| \| \| \| \| nach Jüterbog und Seddin Gbf \| \| \| \| 32,6 \| Seddin \| Seddin \| \| \| \| von Seddin Gbf \| \| \| \| 34,7 \| nach Potsdam \| nach Potsdam \| \| \| \| Umgehungsbahn \| \| \| \| \| von Potsdam \| \| \| \| 37,9 \| Beelitz Heilstätten \| Beelitz Heilstätten \| \| \| \| Bundesautobahn 9 \| \| \| \| 43,9 \| Borkheide \| Borkheide \| \| \| \| Bundesstraße 246 \| \| \| \| 52,1 \| Brück (Mark) \| Brück (Mark) \| \| \| \| Bundesstraße 246 \| \| \| \| 57,9 \| Baitz \| Baitz \| \| \| \| Bundesstraße 246 \| \| \| \| \| Bundesstraße 102 \| \| \| \| \| von Brandenburg \| \| \| \| \| von Treuenbrietzen \| \| \| \| 65,2 \| Bad Belzig (bis 2011 Belzig) \| Bad Belzig (bis 2011 Belzig) \| \| \| 72,7 \| Borne (Mark) (bis 1991) \| Borne (Mark) (bis 1991) \| \| \| 77,8 \| Wiesenburg (Mark) \| Wiesenburg (Mark) \| \| \| \| Bundesstraße 107 \| \| \| \| \| nach Roßlau \| \| \| \| 84,9 \| Reetz (Bk) \| Reetz (Bk) \| \| \| \| Landesgrenze Brandenburg / Sachsen-Anhalt \| \| \| \| \| Bundesstraße 246 \| \| \| \| 92,9 \| Nedlitz (bis 2003) \| Nedlitz (bis 2003) \| \| \| 97,6 \| Deetz (Kr Zerbst) (bis 2003) \| Deetz (Kr Zerbst) (bis 2003) \| \| \| 102,0 \| Lindau (Anh) (bis 2003) \| Lindau (Anh) (bis 2003) \| \| \| \| Bundesstraße 184 \| \| \| \| 110,2 \| nach Biederitz \| nach Biederitz \| \| \| 111,5 \| Güterglück (bis 2003) Biederitz–Trebnitz \| Güterglück (bis 2003) Biederitz–Trebnitz \| \| \| 112,6 \| von Dessau \| von Dessau \| \| \| 115,5 \| Flötz (Bk) \| Flötz (Bk) \| \| \| \| Elbebrücke bei Barby \| \| \| \| \| Anschl. Futtermittelwerk \| \| \| \| 120,2 \| Barby (Reisezugverkehr bis 2004) \| Barby (Reisezugverkehr bis 2004) \| \| \| 124,4 \| Abzw Werkleitz nach Magdeburg \| Abzw Werkleitz nach Magdeburg \| \| \| \| Verbindungskurve (geplant) von Magdeburg \| \| \| \| \| Magdeburg–Halle \| \| \| \| 126,8 \| Abzw Tornitz von Calbe (Saale) Ost \| Abzw Tornitz von Calbe (Saale) Ost \| \| \| 129,2 \| Calbe (Saale) Stadt (seit 2014) \| Calbe (Saale) Stadt (seit 2014) \| \| \| 130,7 \| Calbe (Saale) West \| Calbe (Saale) West \| \| \| \| nach Bernburg \| \| \| \| \| Bundesautobahn 14 \| \| \| \| \| Landesstraße 50 \| \| \| \| \| Bode \| \| \| \| 137,6 \| Neugattersleben (bis 1994) \| Neugattersleben (bis 1994) \| \| \| \| Landesstraße 73 \| \| \| \| 143,9 \| Rathmannsdorf (Kr Staßfurt) (bis 1998) \| Rathmannsdorf (Kr Staßfurt) (bis 1998) \| \| \| \| Bundesautobahn 36 \| \| \| \| \| von Magdeburg und Bernburg \| \| \| \| \| \| \| \| \| 147,3 \| Güsten (vormals Inselbahnhof) \| Güsten (vormals Inselbahnhof) \| \| \| \| \| \| \| \| \| Wipper \| \| \| \| 150,6 \| Abzw Giersleben nach Aschersleben \| Abzw Giersleben nach Aschersleben \| \| \| 155,4 \| Heidelberg Bk[2] \| Heidelberg Bk[2] \| \| \| \| L 85 \| \| \| \| \| von Aschersleben \| \| \| \| 163,4 \| Sandersleben (Anh) (Keilbahnhof) \| Sandersleben (Anh) (Keilbahnhof) \| \| \| \| nach Halle (Saale) \| \| \| \| 169,8 \| Hettstedt \| Hettstedt \| \| \| \| zum Kupfer- und Messingwerk (MKM) \| \| \| \| \| nach Gerbstedt (HHE) \| \| \| \| \| Mansfelder Bergwerksbahn \| \| \| \| 173,2 \| Siersleben (bis 1993) \| Siersleben (bis 1993) \| \| \| \| Bundesstraße 180, Bundesstraße 242 \| \| \| \| \| Anst Umspannwerk Klostermansfeld \| \| \| \| \| von Wippra \| \| \| \| \| Mansfelder Bergwerksbahn \| \| \| \| 179,0 \| Klostermansfeld (früher Mansfeld) \| Klostermansfeld (früher Mansfeld) \| \| \| \| Elektrische Kleinbahn Mansfeld \| \| \| \| 181,3 \| Helbra \| Helbra \| \| \| 184,8 \| Hergisdorf \| Hergisdorf \| \| \| \| von Halle (Saale) \| \| \| \| 188,1 \| Blankenheim Trennungsbf \| Blankenheim Trennungsbf \| \| \| \| nach Sangerhausen \| \| | |                                           |                                           |
| Strecke · Strecke | | Berliner Stadtbahn                        | Berliner Stadtbahn                        |
| S-Bahnhof · Bahnhof | 11,2 00,0 | Berlin-Charlottenburg                     | Berlin-Charlottenburg                     |
| Abzweig geradeaus, nach links und ehemals nach rechts · Kreuzung geradeaus oben · Strecke von rechts | | nach Westend (bis 1944), nach Halensee    | nach Westend (bis 1944), nach Halensee    |
| Turm-S-Bahnhof geradeaus unten · Kreuzung geradeaus oben · Abzweig quer und nach links | 12,6 00,0 | Berlin Westkreuz Ringbahn                 | Berlin Westkreuz Ringbahn                 |
| Kreuzung geradeaus unten · Kreuzung geradeaus oben · Abzweig quer, von links und von rechts | | Gütergleise der Ringbahn                  | Gütergleise der Ringbahn                  |
| Strecke mit Straßenbrücke · Brücke · Brücke | | Bundesautobahn 100                        | Bundesautobahn 100                        |
| Abzweig geradeaus und nach rechts · Strecke · Strecke | | nach Spandau                              | nach Spandau                              |
| Kreuzung geradeaus unten · Abzweig geradeaus und nach rechts · Strecke | | nach Berlin-Spandau                       | nach Berlin-Spandau                       |
| S-Bahnhof · Strecke · Dienststation / Betriebs- oder Güterbahnhof | 14,6 00,0 | Berlin-Grunewald                          | Berlin-Grunewald                          |
| Verschwenkung nach links · Verschwenkung nach links · Verschwenkung nach rechts | 4,0 | Abzw Berlin-Grunewald Gds                 | Abzw Berlin-Grunewald Gds                 |
| S-Bahn-Halt · Strecke | 22,5 00,0 | Berlin-Nikolassee (Stadtbahn)             | Berlin-Nikolassee (Stadtbahn)             |
| Abzweig geradeaus und von links · Kreuzung geradeaus oben | | von Zehlendorf                            | von Zehlendorf                            |
| Strecke · Abzweig geradeaus und von links | | Gütergleis der Wannseebahn                | Gütergleis der Wannseebahn                |
| Brücke · Brücke | | Bundesautobahn 115                        | Bundesautobahn 115                        |
| S-Bahnhof · Bahnhof | 24,1 12,7 | Berlin-Wannsee                            | Berlin-Wannsee                            |
| Brücke · Brücke | | Bundesstraße 1                            | Bundesstraße 1                            |
| Abzweig geradeaus und ehemals nach links · Kreuzung geradeaus unten (Querstrecke außer Betrieb) | | nach Stahnsdorf (bis 1961)                | nach Stahnsdorf (bis 1961)                |
| Brücke über Wasserlauf · Brücke über Wasserlauf | | Teltowkanal                               | Teltowkanal                               |
| Grenze · Grenze | | Landesgrenze Berlin / Brandenburg         | Landesgrenze Berlin / Brandenburg         |
| Strecke nach rechts · Abzweig geradeaus und nach rechts | 16,5 | Griebnitzsee Ost nach Potsdam             | Griebnitzsee Ost nach Potsdam             |
| Kreuzung geradeaus unten (Querstrecke außer Betrieb) | | Bahnstrecke Berlin–Magdeburg              | Bahnstrecke Berlin–Magdeburg              |
| Verschwenkung von links | | zweimaliges Kreuzen der Landesgrenze      | zweimaliges Kreuzen der Landesgrenze      |
| Haltepunkt / Haltestelle | 18,7 | Potsdam Medienstadt Babelsberg            | Potsdam Medienstadt Babelsberg            |
| Brücke über Wasserlauf | | Nuthe                                     | Nuthe                                     |
| Bahnhof | 21,7 | Potsdam-Rehbrücke                         | Potsdam-Rehbrücke                         |
| ehemaliger Turmhaltepunkt geradeaus unten | 24,3 | Bergholz (b Potsdam) (bis 1998) Außenring | Bergholz (b Potsdam) (bis 1998) Außenring |
| Abzweig geradeaus und von rechts | 25,1 | Abzw Wilhelmshorst vom Außenring          | Abzw Wilhelmshorst vom Außenring          |
| Haltepunkt / Haltestelle | 25,5 | Wilhelmshorst                             | Wilhelmshorst                             |
| Brücke | | Bundesstraße 2                            | Bundesstraße 2                            |
| Abzweig geradeaus und von links | | von Saarmund                              | von Saarmund                              |
| Bahnhof | 28,5 | Michendorf                                | Michendorf                                |
| Brücke | | Bundesautobahn 10                         | Bundesautobahn 10                         |
| Abzweig geradeaus und nach links | | nach Jüterbog und Seddin Gbf              | nach Jüterbog und Seddin Gbf              |
| Bahnhof | 32,6 | Seddin                                    | Seddin                                    |
| Abzweig geradeaus und von links | | von Seddin Gbf                            | von Seddin Gbf                            |
| Abzweig geradeaus und nach rechts | 34,7 | nach Potsdam                              | nach Potsdam                              |
| Kreuzung geradeaus unten | | Umgehungsbahn                             | Umgehungsbahn                             |
| Abzweig geradeaus und von rechts | | von Potsdam                               | von Potsdam                               |
| Bahnhof | 37,9 | Beelitz Heilstätten                       | Beelitz Heilstätten                       |
| Strecke mit Straßenbrücke | | Bundesautobahn 9                          | Bundesautobahn 9                          |
| Bahnhof | 43,9 | Borkheide                                 | Borkheide                                 |
| Bahnübergang | | Bundesstraße 246                          | Bundesstraße 246                          |
| Bahnhof | 52,1 | Brück (Mark)                              | Brück (Mark)                              |
| Bahnübergang | | Bundesstraße 246                          | Bundesstraße 246                          |
| Haltepunkt / Haltestelle | 57,9 | Baitz                                     | Baitz                                     |
| Strecke mit Straßenbrücke | | Bundesstraße 246                          | Bundesstraße 246                          |
| Brücke | | Bundesstraße 102                          | Bundesstraße 102                          |
| Kreuzung geradeaus oben (Querstrecke außer Betrieb) · Strecke von rechts (außer Betrieb) | | von Brandenburg                           | von Brandenburg                           |
| Abzweig geradeaus und von links · Abzweig quer, ehemals nach links und ehemals nach rechts | | von Treuenbrietzen                        | von Treuenbrietzen                        |
| Bahnhof | 65,2 | Bad Belzig (bis 2011 Belzig)              | Bad Belzig (bis 2011 Belzig)              |
| ehemaliger Haltepunkt / Haltestelle | 72,7 | Borne (Mark) (bis 1991)                   | Borne (Mark) (bis 1991)                   |
| Bahnhof | 77,8 | Wiesenburg (Mark)                         | Wiesenburg (Mark)                         |
| Bahnübergang | | Bundesstraße 107                          | Bundesstraße 107                          |
| Abzweig ehemals geradeaus und nach links | | nach Roßlau                               | nach Roßlau                               |
| Blockstelle (Strecke außer Betrieb) | 84,9 | Reetz (Bk)                                | Reetz (Bk)                                |
| Grenze (Strecke außer Betrieb) | | Landesgrenze Brandenburg / Sachsen-Anhalt | Landesgrenze Brandenburg / Sachsen-Anhalt |
| Bahnübergang (Strecke außer Betrieb) | | Bundesstraße 246                          | Bundesstraße 246                          |
| Bahnhof (Strecke außer Betrieb) | 92,9 | Nedlitz (bis 2003)                        | Nedlitz (bis 2003)                        |
| Haltepunkt / Haltestelle (Strecke außer Betrieb) | 97,6 | Deetz (Kr Zerbst) (bis 2003)              | Deetz (Kr Zerbst) (bis 2003)              |
| Bahnhof (Strecke außer Betrieb) | 102,0 | Lindau (Anh) (bis 2003)                   | Lindau (Anh) (bis 2003)                   |
| Bahnübergang (Strecke außer Betrieb) | | Bundesstraße 184                          | Bundesstraße 184                          |
| Abzweig geradeaus und nach rechts (Strecke außer Betrieb) | 110,2 | nach Biederitz                            | nach Biederitz                            |
| ehemaliger Turmbahnhof geradeaus oben (Strecke geradeaus außer Betrieb) | 111,5 | Güterglück (bis 2003) Biederitz–Trebnitz  | Güterglück (bis 2003) Biederitz–Trebnitz  |
| Abzweig geradeaus und von links (Strecke außer Betrieb) | 112,6 | von Dessau                                | von Dessau                                |
| Blockstelle (Strecke außer Betrieb) | 115,5 | Flötz (Bk)                                | Flötz (Bk)                                |
| Brücke über Wasserlauf (Strecke außer Betrieb) | | Elbebrücke bei Barby                      | Elbebrücke bei Barby                      |
| Abzweig ehemals geradeaus und von rechts | | Anschl. Futtermittelwerk                  | Anschl. Futtermittelwerk                  |
| Dienststation / Betriebs- oder Güterbahnhof | 120,2 | Barby (Reisezugverkehr bis 2004)          | Barby (Reisezugverkehr bis 2004)          |
| Abzweig geradeaus und nach rechts | 124,4 | Abzw Werkleitz nach Magdeburg             | Abzw Werkleitz nach Magdeburg             |
| Abzweig geradeaus und ehemals von rechts | | Verbindungskurve (geplant) von Magdeburg  | Verbindungskurve (geplant) von Magdeburg  |
| Kreuzung geradeaus oben | | Magdeburg–Halle                           | Magdeburg–Halle                           |
| Abzweig geradeaus und von links | 126,8 | Abzw Tornitz von Calbe (Saale) Ost        | Abzw Tornitz von Calbe (Saale) Ost        |
| Haltepunkt / Haltestelle | 129,2 | Calbe (Saale) Stadt (seit 2014)           | Calbe (Saale) Stadt (seit 2014)           |
| Bahnhof | 130,7 | Calbe (Saale) West                        | Calbe (Saale) West                        |
| Abzweig ehemals geradeaus und nach links | | nach Bernburg                             | nach Bernburg                             |
| Strecke mit Straßenbrücke (Strecke außer Betrieb) | | Bundesautobahn 14                         | Bundesautobahn 14                         |
| Brücke (Strecke außer Betrieb) | | Landesstraße 50                           | Landesstraße 50                           |
| Brücke über Wasserlauf (Strecke außer Betrieb) | | Bode                                      | Bode                                      |
| Bahnhof (Strecke außer Betrieb) | 137,6 | Neugattersleben (bis 1994)                | Neugattersleben (bis 1994)                |
| Brücke (Strecke außer Betrieb) | | Landesstraße 73                           | Landesstraße 73                           |
| Haltepunkt / Haltestelle (Strecke außer Betrieb) | 143,9 | Rathmannsdorf (Kr Staßfurt) (bis 1998)    | Rathmannsdorf (Kr Staßfurt) (bis 1998)    |
| Brücke (Strecke außer Betrieb) | | Bundesautobahn 36                         | Bundesautobahn 36                         |
| Abzweig von links und von rechts · Kreuzung geradeaus oben (Strecke geradeaus außer Betrieb) | | von Magdeburg und Bernburg                | von Magdeburg und Bernburg                |
| Strecke nach links · Abzweig ehemals geradeaus und von rechts | |                                           |                                           |
| Bahnhof | 147,3 | Güsten (vormals Inselbahnhof)             | Güsten (vormals Inselbahnhof)             |
| Strecke von links · Abzweig ehemals geradeaus und nach rechts | |                                           |                                           |
| Brücke über Wasserlauf · Brücke über Wasserlauf (Strecke außer Betrieb) | | Wipper                                    | Wipper                                    |
| Abzweig nach links und nach rechts · Abzweig ehemals geradeaus und von rechts | 150,6 | Abzw Giersleben nach Aschersleben         | Abzw Giersleben nach Aschersleben         |
| ehemalige Blockstelle | 155,4 | Heidelberg Bk                             | Heidelberg Bk                             |
| Bahnübergang | | L 85                                      | L 85                                      |
| Abzweig geradeaus und von rechts | | von Aschersleben                          | von Aschersleben                          |
| Bahnhof | 163,4 | Sandersleben (Anh) (Keilbahnhof)          | Sandersleben (Anh) (Keilbahnhof)          |
| Abzweig geradeaus und nach links | | nach Halle (Saale)                        | nach Halle (Saale)                        |
| Bahnhof | 169,8 | Hettstedt                                 | Hettstedt                                 |
| Abzweig geradeaus und nach rechts | | zum Kupfer- und Messingwerk (MKM)         | zum Kupfer- und Messingwerk (MKM)         |
| Abzweig geradeaus und ehemals nach links | | nach Gerbstedt (HHE)                      | nach Gerbstedt (HHE)                      |
| Kreuzung geradeaus unten | | Mansfelder Bergwerksbahn                  | Mansfelder Bergwerksbahn                  |
| ehemaliger Haltepunkt / Haltestelle | 173,2 | Siersleben (bis 1993)                     | Siersleben (bis 1993)                     |
| Brücke | | Bundesstraße 180, Bundesstraße 242        | Bundesstraße 180, Bundesstraße 242        |
| Abzweig geradeaus und von links | | Anst Umspannwerk Klostermansfeld          | Anst Umspannwerk Klostermansfeld          |
| Abzweig geradeaus und von rechts | | von Wippra                                | von Wippra                                |
| Kreuzung geradeaus unten | | Mansfelder Bergwerksbahn                  | Mansfelder Bergwerksbahn                  |
| Bahnhof | 179,0 | Klostermansfeld (früher Mansfeld)         | Klostermansfeld (früher Mansfeld)         |
| Kreuzung mit U-Bahn (Querstrecke außer Betrieb) | | Elektrische Kleinbahn Mansfeld            | Elektrische Kleinbahn Mansfeld            |
| Dienststation / Betriebs- oder Güterbahnhof | 181,3 | Helbra                                    | Helbra                                    |
| ehemaliger Haltepunkt / Haltestelle | 184,8 | Hergisdorf                                | Hergisdorf                                |
| Abzweig geradeaus und von links | | von Halle (Saale)                         | von Halle (Saale)                         |
| Dienststation / Betriebs- oder Güterbahnhof | 188,1 | Blankenheim Trennungsbf                   | Blankenheim Trennungsbf                   |
| Strecke | | nach Sangerhausen                         | nach Sangerhausen                         |

Die Bahnstrecke Berlin–Blankenheim (auch: Berlin-Blankenheimer Eisenbahn oder Wetzlarer Bahn) ist eine Hauptbahn in Berlin, Brandenburg und Sachsen-Anhalt, die ursprünglich als Teil der sogenannten Kanonenbahn zwischen Berlin und Metz über Wetzlar erbaut wurde. Sie führt von Berlin-Charlottenburg über Bad Belzig, Güsten, Sandersleben (Anh) nach Blankenheim, wo sie in die Bahnstrecke Halle–Hann Münden einmündet. Die Abschnitte Wiesenburg – Barby und Calbe (Saale) West – Güsten sind seit 2004 ohne Zugverkehr, mittlerweile stillgelegt und die Gleise in diesen Bereichen weitgehend abgebaut.

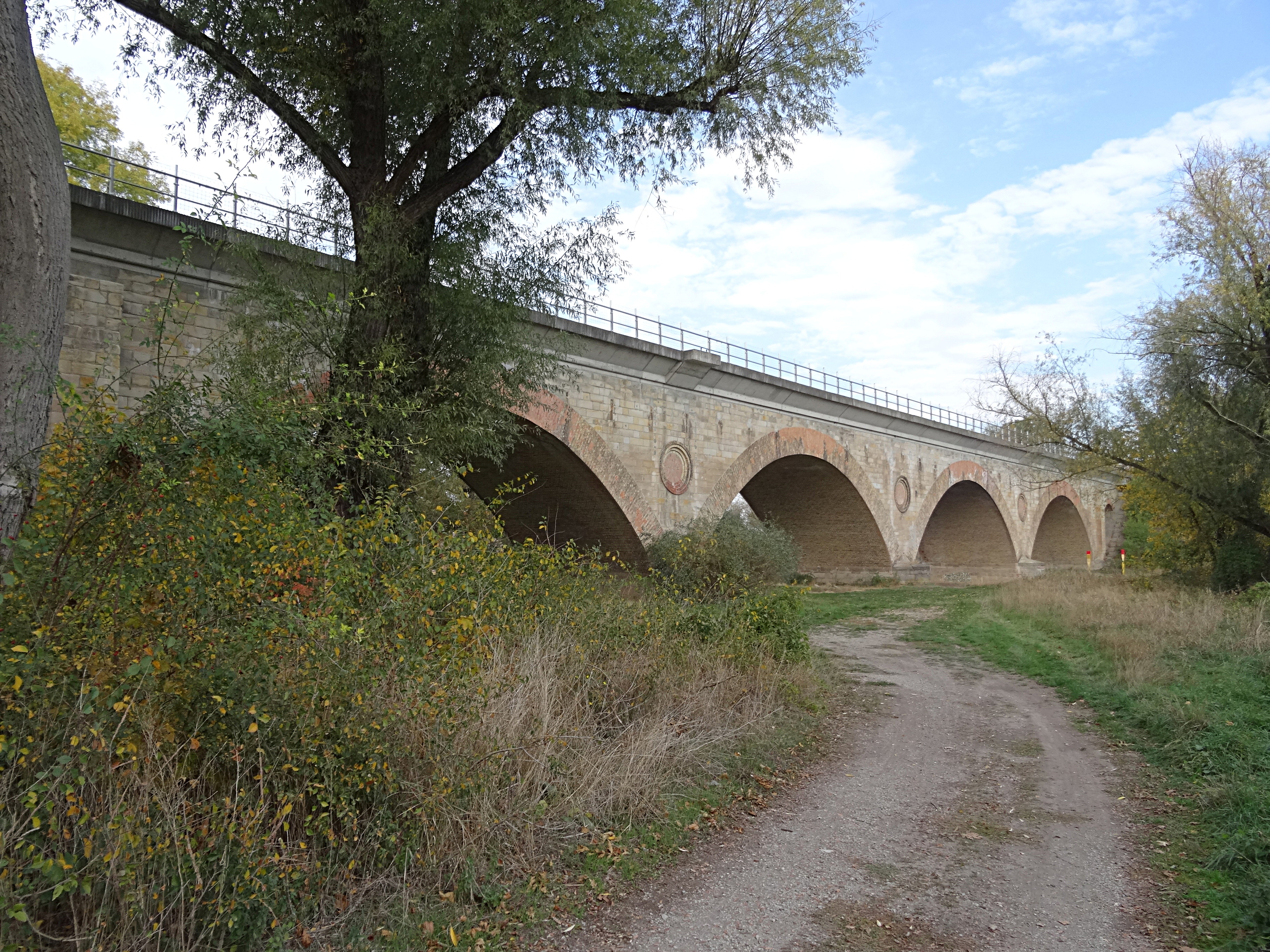
Bodebrücke bei Hohenerxleben

## Geschichte

### Bis 1945
Die Strecke entstand zwischen 1877 und 1882 (näheres zur Baugeschichte siehe im Artikel Kanonenbahn). Ziel war es, eine direkte und militärisch nutzbare Verbindung zur französischen Grenze unter Umgehung der Ballungsräume zu errichten. Der Abschnitt Berlin–Blankenheim war dabei der längste Neubauabschnitt der Kanonenbahn ohne Nutzung bereits vorhandener Strecken. Die Trasse war so gewählt, dass größere Städte umfahren wurden.
Ursprünglich war von Berlin ins Eichsfeld sogar eine noch direktere Strecke durch den Harz geplant. Nach Übernahme der Halle-Kasseler Bahn durch den Preußischen Staat im Jahr 1876 wurde dieses Projekt jedoch im Hinblick auf den zu erwartenden Bauaufwand und die zu erwartenden Kosten hinfällig und die Strecke ab Güsten durchs Mansfelder Land nach Blankenheim umprojektiert und gebaut.
Am 15. April 1879 ging die Strecke vom heutigen Bahnhof Berlin-Grunewald bis Blankenheim zunächst für den Güterverkehr, am 15. Mai des gleichen Jahres auch für den Personenverkehr in Betrieb. In den ersten Betriebsjahren wurden die Züge auf die Berliner Ringbahn geleitet, die Personenzüge begannen und endeten in Berlin zunächst bis 1882 im Dresdener Bahnhof. Der Güterverkehr wurde teilweise in den Nordbahnhof an der Bernauer Straße, teilweise auch zum Niederschlesisch-Märkischen Bahnhof geführt.
Im Jahr 1882 ging der Bahnhof Charlottenburg in Betrieb, die Züge wurden nun über diesen auf die Berliner Stadtbahn geleitet. Zwischen dem heutigen Bahnhof Berlin-Wannsee und der Kreuzung mit der Bahnstrecke Berlin–Magdeburg bei Kohlhasenbrück verlief die Strecke parallel zur 1874 eröffneten Wannseebahn auf eigenen Gleisen. Der Abschnitt von Charlottenburg bis dorthin bot eine zusätzliche Verbindung von der Stadtbahn mit der Berlin-Potsdam-Magdeburger Eisenbahn.
Die Lage abseits der Ballungsräume erwies sich von Anfang an als Nachteil für die Kanonenbahn, die nur auf wenigen Abschnitten die ihr zugedachte Bedeutung erlangen konnte. Für den Fernverkehr von Berlin in Richtung West- bzw. Südwestdeutschland spielten immer die Verbindungen über Magdeburg bzw. Halle/Leipzig eine größere Rolle.

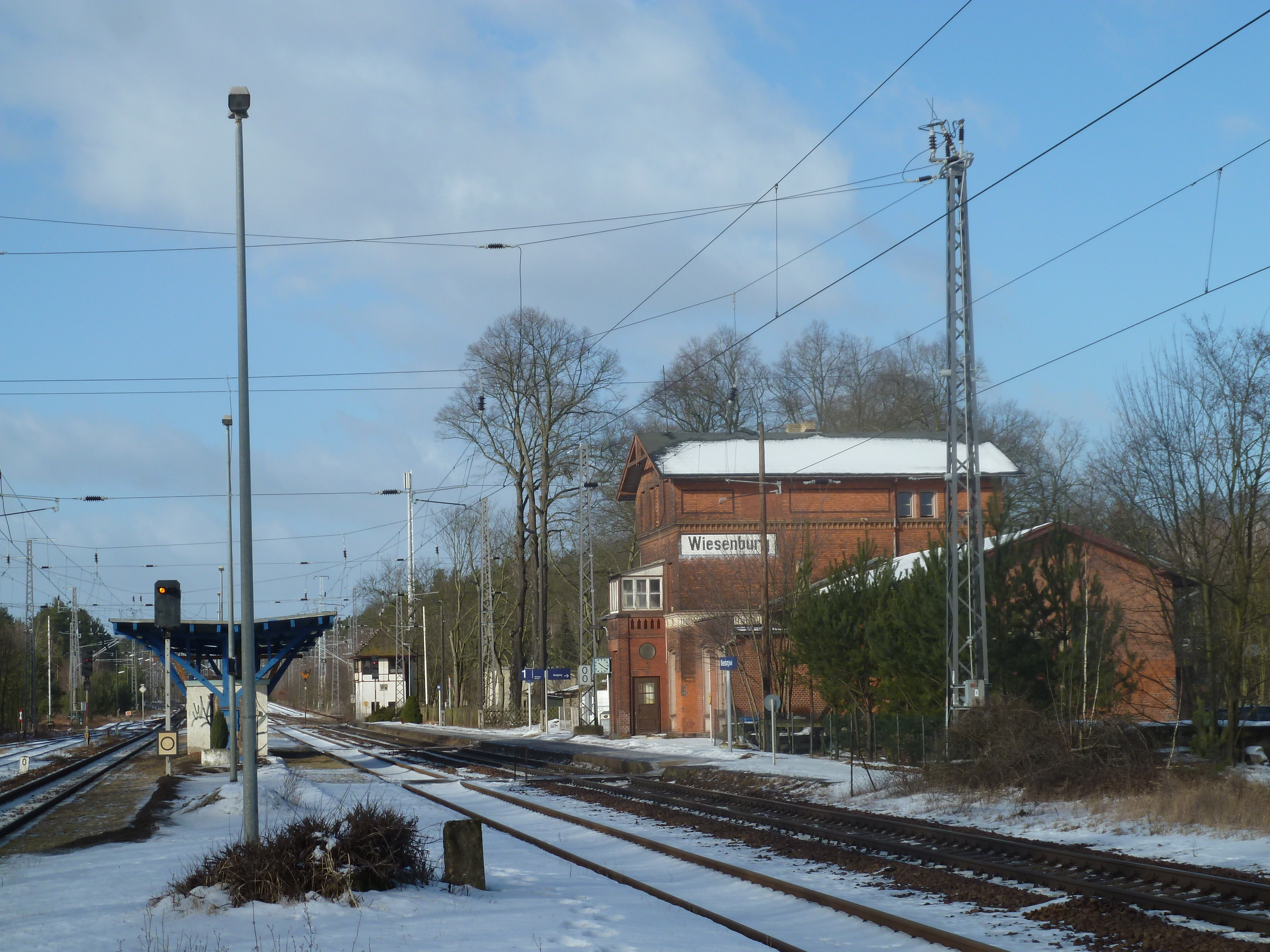
Im Bahnhof Wiesenburg (Mark) beginnt seit 1923 die Zweigstrecke nach Roßlau (links)

1890 ging mit der Strecke von Calbe nach Bernburg die erste Zweigstrecke der Bahn in Betrieb, 1920 folgte die Bahnstrecke Klostermansfeld–Wippra. 1923 wurde die Verbindung von Wiesenburg nach Roßlau eröffnet, wo Anschluss an bestehende Strecken über Dessau in Richtung Süden entstand. Damit wurde der Abschnitt Berlin–Wiesenburg aufgewertet; Wiesenburg–Güsten verlor jedoch an Bedeutung, da neben der Strecke über Magdeburg nun auch die Verbindung über Dessau zur Verfügung stand. Obwohl die Strecke Berlin–Blankenheim bahnintern als einheitliche Strecke betrachtet wurde und bis heute wird, war durchgehender Personenverkehr dort vor allem seit 1923 die Ausnahme.
Im Jahr 1924 ging der große Verschiebebahnhof in Seddin in Betrieb. Das Projekt war bereits vor dem Ersten Weltkrieg in Angriff genommen worden. Vor allem für den Güterverkehr entstanden Verbindungskurven von Seddin zur Umgehungsbahn von Jüterbog nach Nauen und eine neue Strecke von Michendorf nach Großbeeren an der Anhalter Bahn.
1928 wurden zwischen Nikolassee und Wannsee, 1937 zwischen Grunewald und Nikolassee die Vorort- und Ferngleise getrennt. 1928 entstand an den Vorortgleisen zwischen Charlottenburg und Grunewald, die dort eine deutlich von den Ferngleisen entfernte Streckenführung aufweisen, am Schnittpunkt mit der Ringbahn der neue Umsteigebahnhof Ausstellung (heute Bahnhof Berlin Westkreuz).

### Zwischen 1945 und 1990

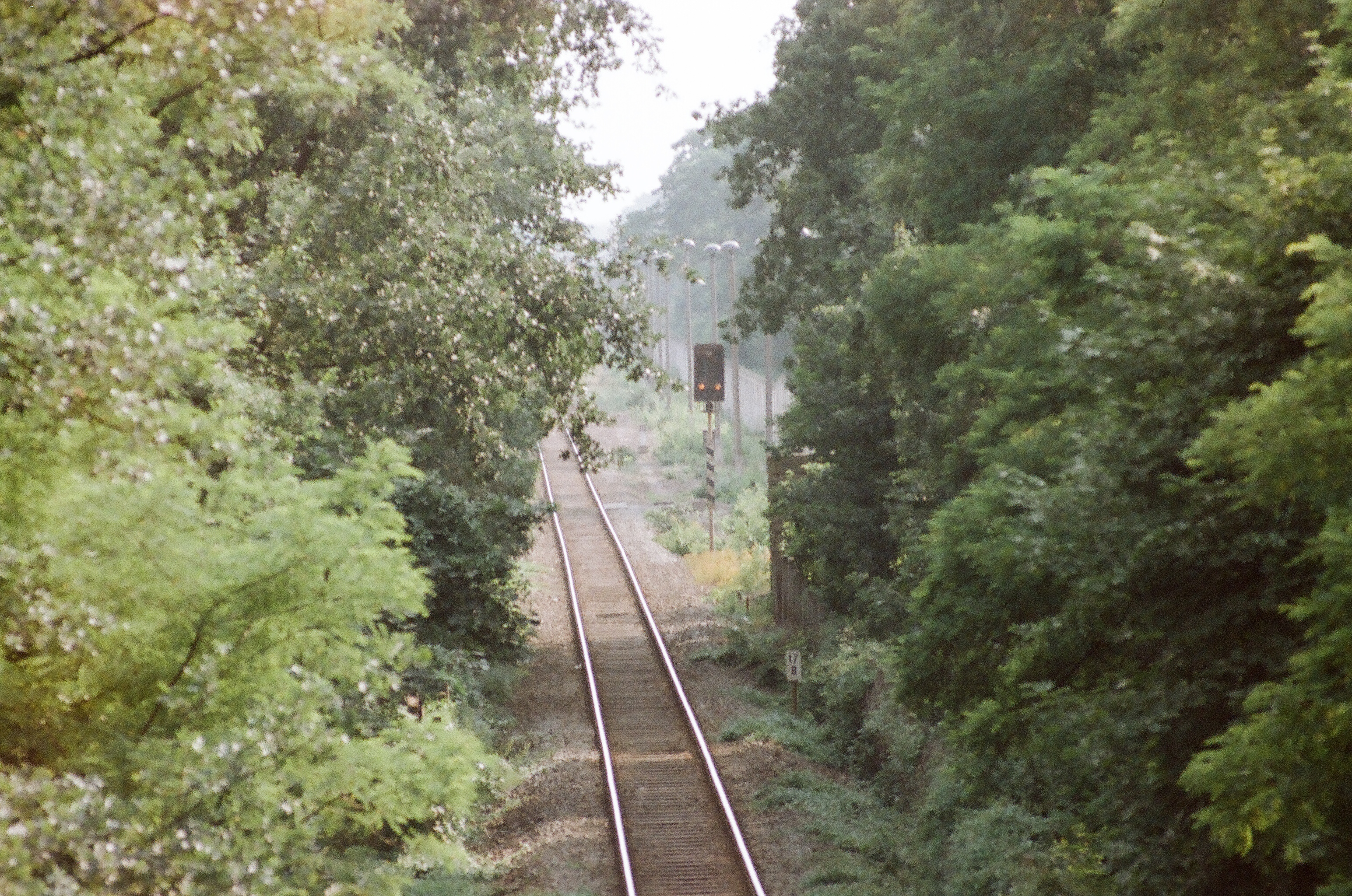
Der Abschnitt zwischen Berlin-Wannsee und Drewitz wurde von 1961 bis 1989 nur für den Güterverkehr nach West-Berlin genutzt.

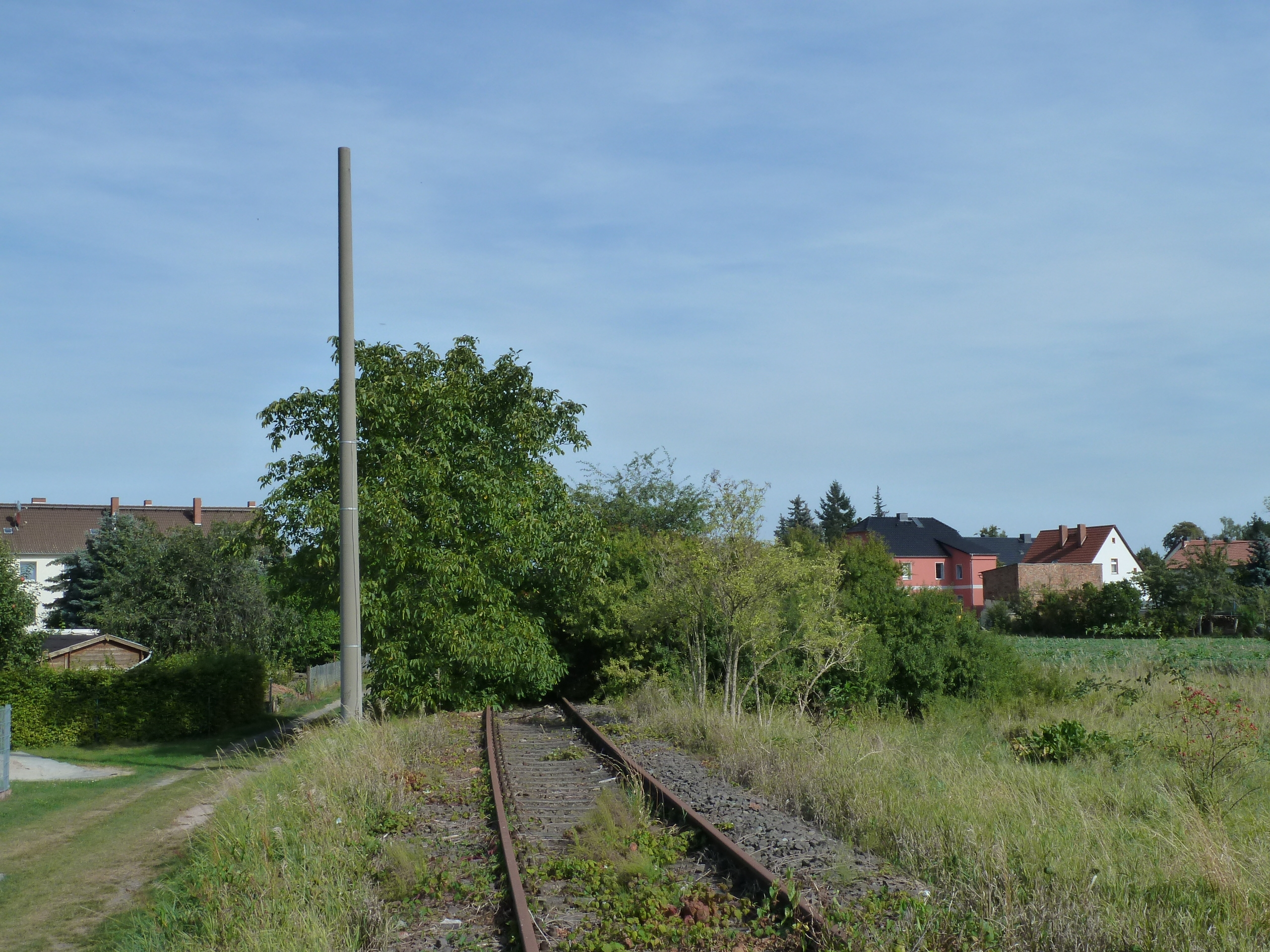
Südliche Verbindungskurve in Güterglück (Relation Barby–Zerbst) mit Mast für die geplante Elektrifizierung

Nach Ende des Zweiten Weltkriegs wurde das zweite Streckengleis als Reparationsleistung an die Sowjetunion abgebaut. In den Folgejahren machten sich die Folgen der deutschen Teilung bemerkbar. Es verblieb aber zunächst durchgehender Verkehr nach West-Berlin auf der Strecke.
Ende der 1950er Jahre wurde das letzte Teilstück des Berliner Außenrings zwischen Potsdam und Saarmund gebaut, das die Kanonenbahn zwischen Rehbrücke und Wilhelmshorst kreuzte. Es entstand der Haltepunkt Bergholz als Umsteigepunkt im Personenverkehr, der am 18. August 1958 eröffnet wurde. Für den Güterverkehr wurde eine Verbindungskurve zum westlichen Außenring gebaut. Die Kanonenbahn wurde zwischen Berlin und Wiesenburg nach und nach wieder zweigleisig ausgebaut, bereits 1951 erhielt der Abschnitt zwischen Belzig und Wiesenburg wieder das zweite Gleis.
1961 wurde der Abschnitt Drewitz (heute Potsdam Medienstadt Babelsberg) – Berlin-Wannsee infolge des Mauerbaus für den Personenverkehr geschlossen. Für den Güterverkehr blieb dieser Abschnitt weiterhin in Betrieb. Die Transitzüge von Berlin in die Bundesrepublik fuhren fortan über Potsdam Stadt.
In den 1980er Jahren war ein Ausbau der Verbindung als Alternativroute zur überlasteten Strecke über Bitterfeld und Naumburg vor allem für den Güterverkehr geplant. Bereits 1979/80 war der Abschnitt zwischen Wiesenburg und Nedlitz zweigleisig ausgebaut worden. Ein durchgehender Wiederaufbau des zweiten Streckengleises und eine Elektrifizierung waren vorgesehen, im Bereich Güterglück und Blankenheim Trennungsbahnhof waren bereits Fahrleitungsmasten gesetzt worden. Die Arbeiten wurden jedoch nicht fortgeführt. In Güsten sollten im Zusammenhang mit der ebenfalls geplanten Elektrifizierung der Strecke von Dessau nach Aschersleben ein Bahnstromwerk und ein Umformerwerk entstehen. Nur der Rangierbahnhof in Seddin wurde 1982 vom Berliner Außenring aus über Michendorf an das elektrische Netz angeschlossen.

### Seit 1990
Erst Anfang der 1990er Jahre erfolgte die Elektrifizierung des Streckenabschnitts Seddin–Wiesenburg. In Vorbereitung des ICE-Verkehrs nach Berlin wurden die Teilstrecke Berlin Zoologischer Garten–Wannsee–Seddin elektrifiziert sowie die Teilstrecke Wiesenburg–Güterglück zweigleisig wiederhergestellt und elektrifiziert, so dass der Abschnitt Güterglück–Berlin ab 3. Juli 1993 durchgehend zweigleisig zur Verfügung stand. Er diente während der Bauarbeiten auf der Bahnstrecke Berlin–Magdeburg bis zum 14. Dezember 1995 dem ICE- und Intercity-Verkehr. Hierfür wurden einige Abschnitte für eine Höchstgeschwindigkeit von 160 km/h ertüchtigt.
Anschließend erlebte der Abschnitt Wiesenburg–Güsten einen schnellen Niedergang. 1998 wurden die Regionalbahnen zwischen Barby und Güsten eingestellt und stattdessen nach Magdeburg geführt. Zum Einsatz kam die Baureihe 628 als Ersatz für die Garnituren aus einer Baureihe 204 und einem Wagen. Es verblieben noch ein Interregio von Berlin über Wernigerode nach Aachen und ein Wochenendausflugszug Berlin–Wernigerode. 1999 wurden diese Züge gestrichen bzw. umgeleitet. Auf dem Abschnitt Barby–Güsten fand keinerlei Verkehr statt. Die Führung der Regionalbahnen nach Magdeburg ergab nicht den gewünschten Erfolg. 2002 wurden sie bis auf zwei Zugpaare an den Wochenenden und am 13. Dezember 2003 ganz eingestellt. Zeitgleich wurde auch der Güterverkehr zwischen Wiesenburg und Güterglück auf die Strecke Brandenburg–Magdeburg verlegt. Für ein Jahr verkehrte noch ein Ausflugszug nach Wernigerode auf dieser Strecke, bevor am 11. Dezember 2004 endgültig der Verkehr eingestellt wurde.
Im April 2004 beantragte DB Netz die dauerhafte Betriebseinstellung der Streckenabschnitte Calbe (Saale) West–Güsten und Wiesenburg (Mark)–Güterglück–Barby einschließlich der Verbindungskurve zum Güterbahnhof Güterglück. Im gleichen Jahr bewilligte das Eisenbahn-Bundesamt diese Anträge. Den Rückbau der Gleisanlagen im Streckenabschnitt Calbe (Saale) West–Güsten beantragte die DB Netz schließlich im Oktober 2012.
Seitdem ist nahezu die gesamte Strecke von Wiesenburg bis Güsten stillgelegt. Lediglich zwei kurze Abschnitte bei Barby und Calbe dienen noch lokalem Güterverkehr bzw. einer Regionalbahnlinie. Am 29. August 2012 wurde der noch im Güterverkehr betriebene Abschnitt Barby–Abzweig Tornitz aus Kostengründen zur Übernahme durch andere Eisenbahninfrastrukturunternehmen beziehungsweise zur Stilllegung ausgeschrieben. In der Nähe von Güsten musste die Strecke bereits der heutigen Bundesautobahn 36 weichen. Der Bahnhof Güsten mit seinem einstigen Betriebswerk ist erheblich zurückgebaut worden.
Der Abschnitt Wiesenburg–Güsten wurde stillgelegt, einer der wenigen Fälle der Stilllegung einer zweigleisigen elektrifizierten Hauptbahn, die zudem erst Anfang der 1990er Jahre wegen des Ausbaus der Verbindung über Magdeburg für den ICE-Verkehr hergerichtet wurde.
Zwischen Dezember 2011 und Dezember 2012 waren die Fernbahngleise zwischen Berlin-Grunewald und Berlin-Wannsee vollgesperrt, um diese sowie acht Eisenbahnüberführungen zu erneuern. Die Kosten hierfür beliefen sich auf 23 Millionen Euro. Im darauffolgenden Jahr wurden auch die Überführungen der parallel verlaufenden S-Bahn in diesem Abschnitt erneuert, hierfür waren weitere 13 Millionen Euro veranschlagt. Mit Freigabe der erneuerten S-Bahnbrücke über die Spanische Allee am 4. August 2014 fanden die Arbeiten des Projekts „Grunderneuerung S7 West“ ihr Ende.
Am 22. Dezember 2014 ging der neue Haltepunkt Calbe (Saale) Stadt in Betrieb. Er wurde gebaut, um die Nachfrage auf der Strecke zu erhöhen. Die Kosten dafür betrugen 160.000 Euro.

### Zukunft
Die Reaktivierung des Abschnitts Barby–Güterglück wurde auf Wunsch des Landes Sachsen-Anhalt in den Entwurf des Angebotskonzepts zum Deutschlandtakt aufgenommen, um die Elbequerungen in Magdeburg zu entlasten und vor dem Hintergrund der Elbehochwasser-Katastrophen eine Redundanz zu schaffen. Außerdem soll der Abschnitt bei Barby zweigleisig ausgebaut werden. Ferner gibt es Überlegungen, die Regional-Express-Linie RE 13 nicht mehr über Gommern, sondern über Schönebeck, Barby und Güterglück zu führen. Die bisherige schlechte ÖPNV-Erschließung des Gesamtraums Barby würde sich deutlich verbessern. Außerdem könnte die Strecke für den Güterverkehr als Ausweichroute des Ostkorridors und TEN-Korridors Orient/East – Med relevant sein. Eine Studie des Ifo-Instituts geht von einem positiven Nutzen aus.
Die Machbarkeitsstudie gelangte zum Ergebnis, dass die Elbebrücke bei Barby noch die erforderliche Tragfähigkeit für Züge aufweist, jedoch nur eingleisig betrieben werden könne. Alternative zur Reaktivierung der bestehenden Brücke wäre ein Neubau der Brücke oder statt der Reaktivierung ein viergleisiger Ausbau der weiter nördlich gelegenen Strecke von Magdeburg über Magdeburg-Herrenkrug nach Biederitz.
Auf dem Südteil der Strecke plant die DB Netz, die Steuerung im ESTW Sandersleben zu bündeln. Davon betroffen sind vorerst nur die Bahnhöfe Klostermansfeld und Helbra.
Mit Bundes- und Landesmitteln ist in den nächsten Jahren eine Modernisierung einschließlich barrierefreiem Ausbau der Station Wilhelmshorst geplant.

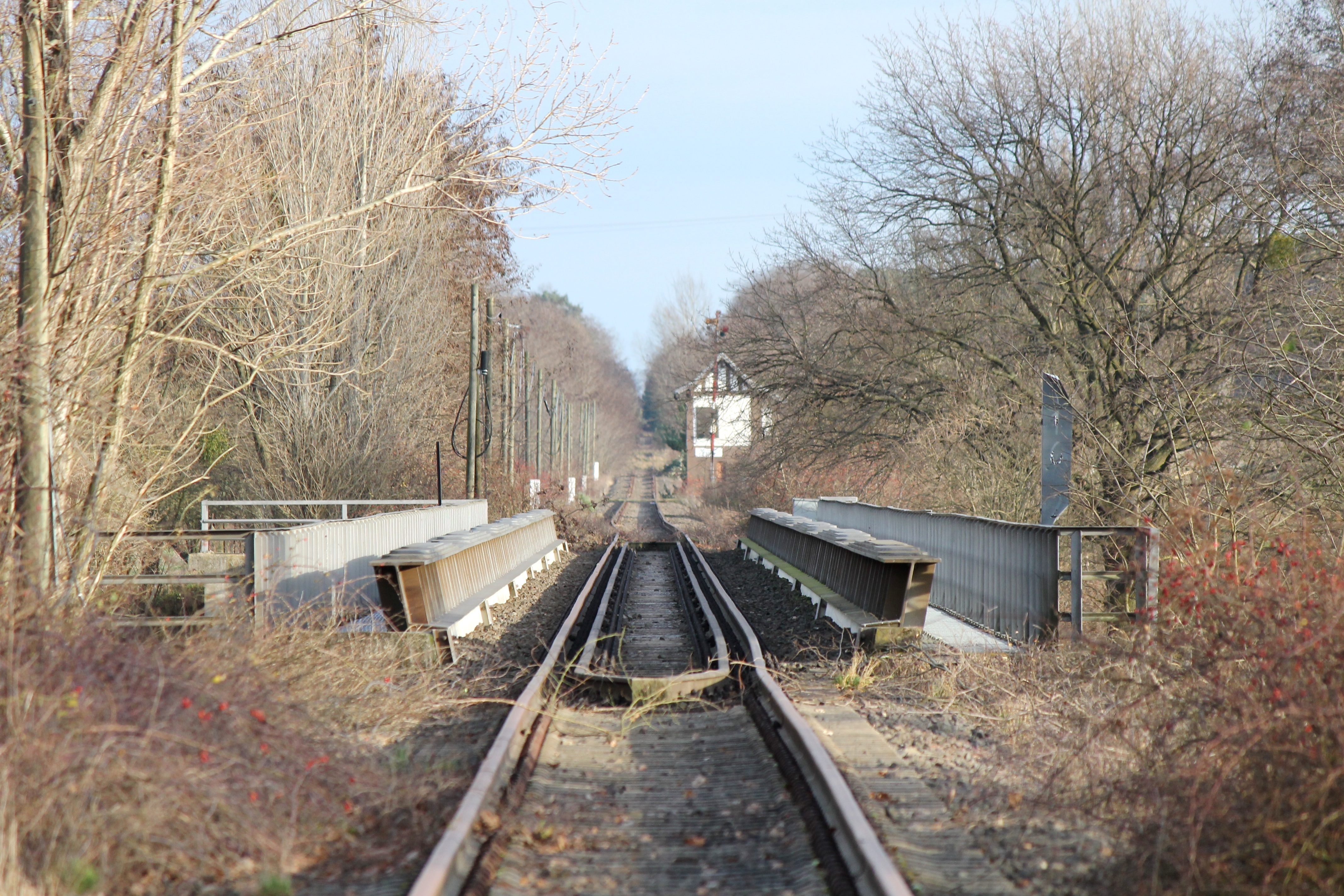
Flutbrücke und ehemalige
Blockstelle Flötz zwischen Barby und Güterglück

Um eine direkte Verbindung zwischen Bernburg und Magdeburg ohne Kopfmachen in Calbe (Saale) Ost herzustellen, ist langfristig der Neubau der Verbindungskurve Calbe zur Bahnstrecke Magdeburg–Halle geplant. Dieser wurde aber aus Kostengründen zurückgestellt, wird aber inzwischen wieder verfolgt.

### Unfälle

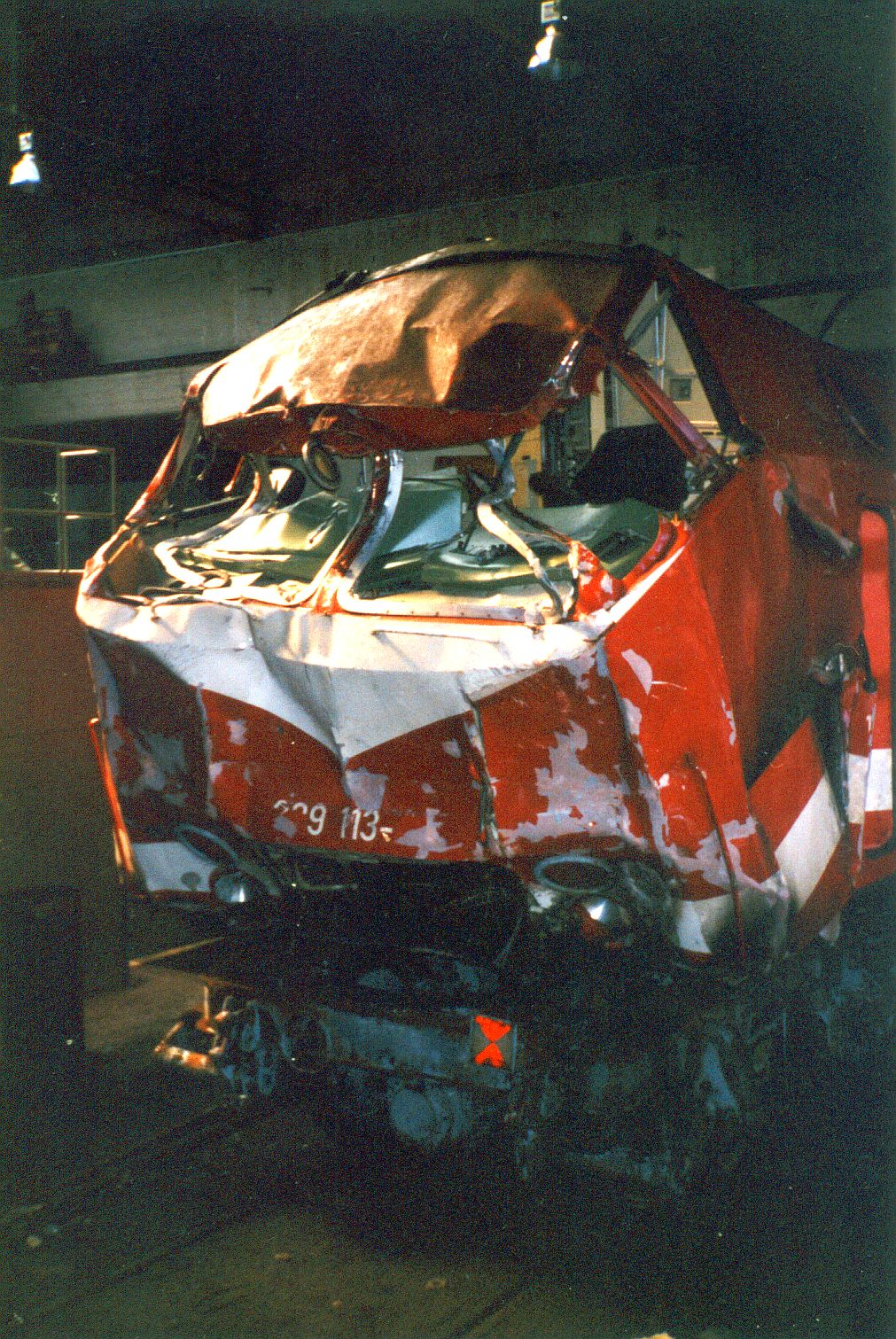
Zuglok 229 113 des IC 995 nach dem Frontalzusammenstoß in Berlin-Wannsee, 1993

Am 7. Februar 1918 riss zwischen Sandersleben und Güsten die Kupplung zwischen zwei Wagen in einem Militärzug. Der hintere Zugteil rollte bergab und kollidierte vor dem Bahnhof Sandersleben mit einem Güterzug, der aus Richtung Halle nach Aschersleben unterwegs war. 18 Menschen starben, 35 wurden darüber hinaus verletzt.
Am 9. April 1993 ereignete sich auf der Strecke der bislang schwerste Eisenbahnunfall der Berliner Nachkriegsgeschichte. Während einer Phase von Bauarbeiten stießen ein Intercity und ein Schnellzug beim Bahnhof Berlin-Wannsee aufgrund eines Fehlers des dortigen Fahrdienstleiters frontal zusammen. Drei Menschen starben.

## Personenverkehr

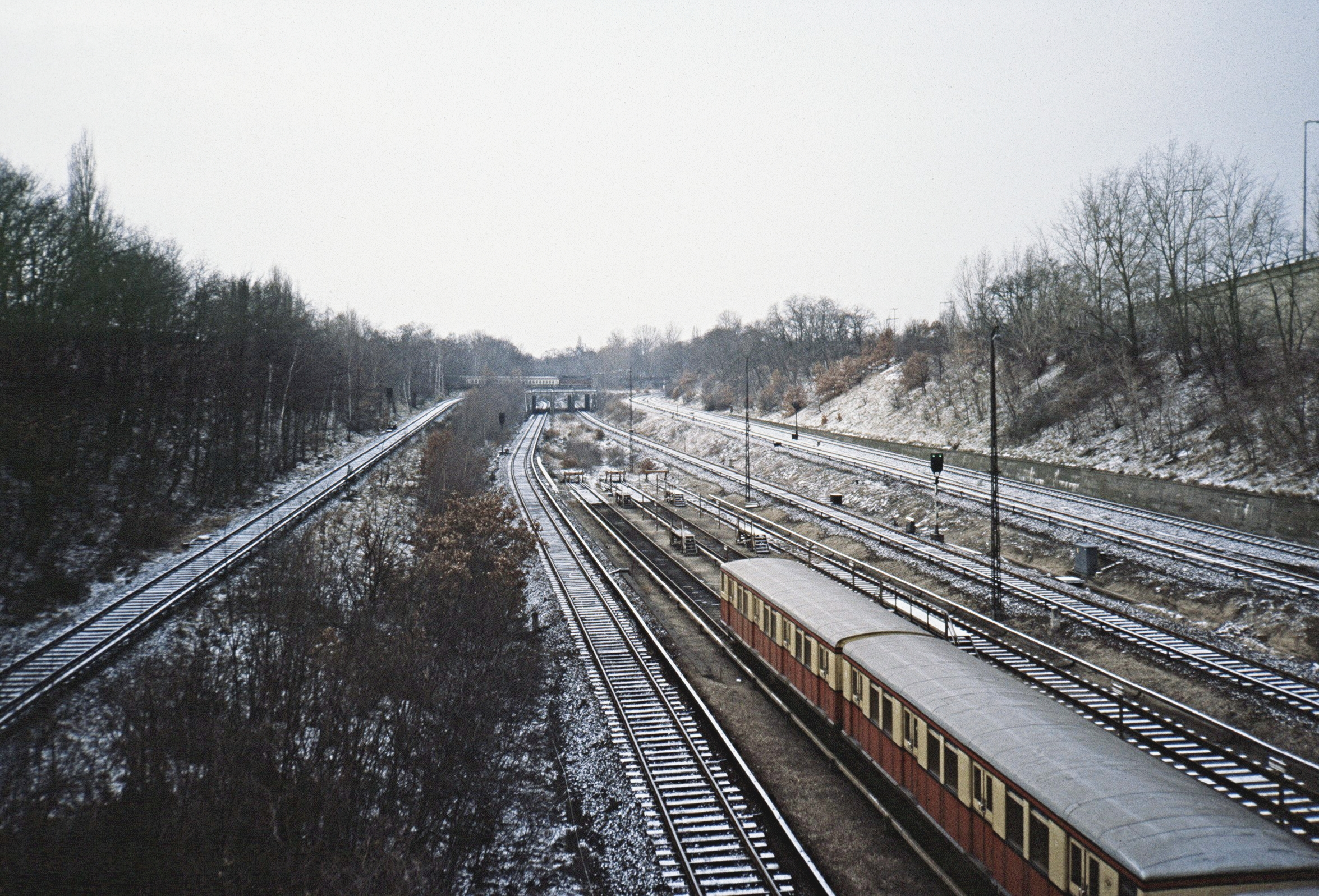
Mittig die S-Bahnstrecke nach Wannsee mit den stadtauswärtigen Kehrgleisen am Bahnhof Westkreuz, eingerahmt von den abzweigenden S-Bahngleisen Richtung Spandau, auf der Brücke ein Transitzug zur Hamburger Bahn, rechts das Gleis zum Messegelände

Bis zur Fertigstellung der Verbindung Wiesenburg–Roßlau gab es im geringen Umfang durchgehenden Fernverkehr über die Strecke. Im Jahr 1914 verkehrte beispielsweise ein durchgehendes Schnellzugpaar zwischen Berlin und Frankfurt (Main) über die Strecke; die Strecke zwischen Güsten und Blankenheim wurde von weiteren Zügen aus Richtung Magdeburg genutzt.
1934 verkehrten drei Fernzugpaare abschnittsweise über die Strecke, zwei Schnellzüge Berlin – Nordhausen – Kassel – Wiesbaden (einer über Magdeburg und Güsten, einer über Dessau und Güsten) sowie ein Eilzug Berlin – Frankfurt (Main) über Dessau und Güsten.
Im Personenverkehr wurde in den 1980er Jahren der Abschnitt bis Wiesenburg (und weiter Richtung Dessau) von einem Schnellzugpaar Rostock – Potsdam – Leipzig – Karl-Marx-Stadt (Chemnitz), drei Eilzügpaaren Berlin-Schöneweide – Dessau – Güsten – Aschersleben und einem Eilzugpaar Brandenburg – Potsdam – Leipzig befahren. Hinzu kamen gelegentliche Saisonzüge an die Ostsee sowie die für den Binnenverkehr gesperrten Transitzüge, die zwischen Beelitzer Kreuz und Wiesenburg die Strecke nutzten. Die Personenzüge begannen und endeten in Drewitz und hatten in Bergholz Anschluss an die Sputnik-Züge nach Berlin über den Berliner Außenring. Der verdichtete Vorortverkehr endete in Beelitz Heilstätten, darüber hinaus war das Angebot bis Belzig und weiter über Wiesenburg nach Dessau vergleichsweise dicht.
Zwischen Güsten und Wiesenburg (meist weiter bis Belzig) pendelten vier bis fünf Personenzüge am Tag, hinzu kamen einige Verstärker von Güsten nach Güterglück oder Nedlitz. Fernverkehr fuhr nur kurzzeitig und ohne Verkehrshalt auf einzelnen Teilstücken dieser Strecke, etwa 1979 ein Schnellzug Leipzig – Köln über die südliche Verbindungskurve Güterglück und Barby nach Magdeburg oder 1988/89 ein Zug Magdeburg – Berlin über die nördliche Kurve in Güterglück und Wiesenburg.
Der Streckenabschnitt Güsten–Blankenheim–Sangerhausen wurde von drei Eilzugpaaren Magdeburg – Erfurt befahren, hinzu kamen einige Personenzüge. Namentlich auf dem Südabschnitt hinter Klostermansfeld war das Angebot sehr gering.
Zwischen Barby und Güterglück war 1993/94 die Strecke wegen Bauarbeiten gesperrt. Es gab Schienenersatzverkehr. Da es jedoch in diesem Bereich keine Straßenbrücke über die Elbe gibt, wurde dabei die Fähre Barby genutzt.
Im Fahrplan 2003/04 war der zweimal wöchentlich (Sa und So) verkehrende Ausflugszug Berlin – Wernigerode der einzige Zug auf der Strecke Wiesenburg–Güsten. Auf dem zweigleisigen Abschnitt bis Güterglück wurden dabei bei Hin- und Rückfahrt beide Gleise befahren. Für diese Züge mussten etwa acht Stellwerke und Schrankenposten mit Personal besetzt werden.
Die Fernverkehrszüge wurden seit 2006 schrittweise reduziert. Seit Eröffnung des Tiergartentunnels in Berlin fahren die Fernverkehrszüge über Lutherstadt Wittenberg, die letzten beiden Intercity-Züge über Dessau wurden im Dezember 2007 eingestellt. Seitdem verkehrten über Dessau nur noch einige Nachtzüge, die infolge der Einstellung des Nachtzugangebots 2016 auch weggefallen sind.
Der Abschnitt Berlin–Bad Belzig–Wiesenburg wird im Fahrplanjahr 2019 von Regional-Express-Zügen der Linie RE 7 nach Dessau im Stundentakt befahren, hierfür kommen Triebzüge des Typs Talent 2 sowie Wendezüge mit Doppelstockwagen und ehemaligen DR-Lokomotiven zum Einsatz. Im Berliner Raum ist der Verkehr dichter. Zwischen Michendorf und Seddin bzw. zwischen Wannsee und Michendorf verkehren die Linien RB 23 bzw. RB 33 und auf Berliner Gebiet zudem der gesamte S-Bahn, Regional- und Fernverkehr Richtung Potsdam über diese Strecke.
Zwischen Güsten und Sangerhausen fahren alle zwei Stunden Regionalexpresszüge der Linie Magdeburg–Erfurt.